# Madagaskarnik jednobarwny
Madagaskarnik jednobarwny (Mesitornis unicolor) – gatunek średniej wielkości ptaka z rodziny madagaskarników (Mesitornithidae). Występuje endemicznie we wschodnim Madagaskarze. Narażony na wyginięcie.

## Taksonomia
Po raz pierwszy gatunek opisał Marc Athanase Parfait Œillet des Murs. Opis ukazał się w 1845 na łamach Revue Zoologique par La Société Cuvierienne. Był to drugi opisany gatunek z rodzaju. Holotyp pochodził z nieokreślonej lokalizacji z Madagaskaru. Autor nadał mu nazwę Mesites unicolor; nazwą stosowaną obecnie (2020) przez Międzynarodowy Komitet Ornitologiczny (IOC) jest Mesitornis unicolor. Dawniej niektórzy autorzy umieszczali tego ptaka w rodzaju Mesoenas. Jest to gatunek monotypowy. 

## Morfologia
Długość ciała wynosi około 29–30 cm. Masa ciała u jednej zbadanej samicy wyniosła 148 g. U holotypu dziób mierzył 20 mm długości, skok – 35 mm. W sylwetce tych ptaków wyróżnia się mała i nisko osadzona głowa. Wierzch ciała porastają pióra ciemnobrązowe, głowa jest nieco jaśniejsza i bardziej szara. Za okiem występuje biały pasek o zmiennym natężeniu koloru. Spód ciała jasny, różowawy. Dziób szarawy, krótki. U jednej zbadanej samicy tęczówka miała kolor brązowy, górna szczęka – ciemnobrązowy, zaś żuchwa żółtawy, u nasady brązowy.

## Zasięg występowania
Zasięg występowania gatunku obejmuje wschodni Madagaskar, od okolic Tôlanaro po Park Narodowy Marojejy. Nie stwierdzono tych ptaków w północno-zachodnim Madagaskarze w okolicy Sambirano, której środowisko pokrywa się z tym preferowanym przez te madagaskarniki. Rozmieszczenie jest miejscowe, nigdzie przedstawiciele tego gatunku nie występują licznie.

## Ekologia i lęgi
Środowisko życia przedstawicieli gatunku to wilgotne lasy wiecznie zielone. Madagaskarniki jednobarwne przebywają na ziemi. Odnotowywane były od poziomu morza do około 1200 m n.p.m., jednak poniżej 800 m n.p.m. można je spotkać najczęściej. Zdają się preferować zbocza i mocno zacienione miejsca o dużej ilości opadłych liści i niewielu roślinach zielnych w ściółce. Żerują na nasionach i niewielkich owadach, często w grupach rodzinnych 2–3 ptaków; zbierają owady również z liści i łodyg przy podłożu. Niewiele wiadomo o preferowanym pożywieniu. W żołądku pewnej samicy znaleziono pajęczaki, ślimaki, karaczany (Blattodea), chrząszcze – stonkowate (Chrysomelidae), ryjkowcowate (Curculionidae), sprężykowate (Elateridae), poświętnikowate (Scarabaeidae) – a także mrówkowate. Szczególnie chętnie madagaskarniki jednobarwne odzywają się nad ranem. Te ptaki rzadko śpiewają; ich pieśń brzmi jak (transkrypcja angielska) chwiejne chooi-woop, chooi-woop. Samce i samice mogą odzywać się w duecie trwającym od 30 do 60 sekund. Nigdy nie obserwowano tych ptaków w locie. Przeważnie chodzą, sporadycznie biegają.

### Lęgi
Podobnie do innych madagaskarników, ten również lęgnie się w porze deszczowej. Madagaskarniki jednobarwne tworzą pary monogamiczne, w przeciwieństwie do madagaskarnika krzywodziobego (Monias benschi), gniazdującego kooperatywnie. U jednej samicy odłowionej 7 listopada w jajowodzie znajdowało się jajo z uformowaną już skorupką. Gniazdo znajduje się 1–1,5 m nad ziemią. Jest to luźna platforma z gałązek wyściełana liśćmi i inną materią rośliną. W zniesieniu znajduje się od 1 do 3 jaj. Ich skorupka jest biała, matowa, pokryta na jednym z końców brązowymi plamkami. Młode niedługo po wykluciu opuszczają gniazdo.

## Status i zagrożenia
IUCN uznaje ten gatunek za narażony na wyginięcie (VU, Vulnerable) nieprzerwanie od 1994. Zagrożeniem dla madagaskarników jednobarwnych jest wycinka lasów typu slash-and-burn (system żarowy), w niektórych obszarach również kłusownictwo. W okolicach wsi na te ptaki mogą polować psy, koty i szczury, szczególne zagrożenie wynika z niechęci tych ptaków do lotu. Malgaszokurka (Mentocrex kioloides) może konkurować z madagaskarnikami jednobarwnymi o pokarm. Przedstawicieli M. unicolor stwierdzono w 14 ostojach ptaków IBA, w tym 7 parkach narodowych.